# Germano Malinverni
Sisto Germano Malinverni (Prarolo, 6 aprile 1802 – Torino, 5 maggio 1887) è stato un politico italiano.

## Biografia
Medico chirurgo e docente universitario. Fu Deputato del Regno di Sardegna nella IV legislatura, eletto nel collegio di Trino, rimase in carica dal 1849 al 1853.
Morì a Torino all'età di 85 anni, nel maggio 1887.